# Chalet Sperry
Le chalet Sperry (en anglais : Sperry Chalet) est un chalet américain situé à environ 10 km à l'est du lac McDonald, dans le parc national de Glacier dans l'État du Montana. Le chalet fut construit en 1914 par la compagnie ferroviaire Great Northern Railway. Il fait partie des Great Northern Railway Buildings, un bien classé National Historic Landmark depuis 1987. Avec le chalet Granite Park, le chalet Sperry est un des deux châlets restants dans les zones reculées du parc national de Glacier,,,.
Le chalet est uniquement accessible via deux sentiers de randonnée. Entre le parking et le chalet, le touriste doit réaliser une marche d'environ 10 km, composée d'une ascension avec un dénivelé positif d'environ 1 000 mètres. Le sentier longe le Mont Brown et le flanc occidental du Mont Edwards. Un détour permet de voir le Glacier Sperry. L'autre chemin fait environ 15 km de long et débute sur la route Going-to-the-Sun Road. La durée moyenne de la marche de ce dernier sentier est de 9 heures.
Le chalet est niché dans un cirque naturel formé par un glacier et est composé de deux bâtiments. Il n'y a ni électricité, ni chauffage, ni eau sous pression dans le chalet vu son éloignement.

## Sprague Fire
Le 10 août 2017, un feu de forêt se déclenche à proximité du parc national de Glacier, alors en proie à un violent orage. Malgré les efforts importants des pompiers, celui-ci s'étend le 31 août aux abords du chalet, pour finalement l'atteindre et le détruite en quasi-totalité. Seuls les murs de pierre ont survécu.
La reconstruction de l'édifice centenaire a débuté au cours de l'été 2018, avec une première phase visant à stabiliser le bâtiment et à reconstruire la charpente. Ces travaux sont achevés avec succès le 9 octobre 2018. Peut alors commencer la seconde phase du projet, visant à finaliser les balcons, les fenêtres ainsi qu'à reconstruire totalement l'intérieur du chalet. La fin des travaux est espérée pour décembre 2019.